# Vanessa Müller (Fußballspielerin)
Vanessa Müller (* 1. April 1994 in Mühlhausen/Thüringen) ist eine deutsche Fußballspielerin.

## Karriere
Müller startete ihre Karriere bei der SpVgg 09 Faulungen. Anschließend wechselte sie zur Spg. Lengenfeld/Stein, wo sie einige Spiele in der Thüringer Landesauswahl spielte. Im Sommer 2009 verließ sie Lengenfeld und wechselte an das Nachwuchszentrum des 1. FFC Turbine Potsdam. Nach einem Jahr in der B-Jugend des 1. FFC Turbine Potsdam gab sie ihr Seniordebüt für die Reservemannschaft unter Trainer Thomas Kandler am 22. August 2010 gegen den BV Cloppenburg. Aufgrund von Verletzungsproblemen rückte sie im Dezember 2011 in den Bundesligakader von Turbine, kam aber über die Reservistenrolle nicht hinaus. Im Sommer 2013, nach 51 Spielen für Turbine Potsdam II, kehrte sie nach Thüringen zurück und unterschrieb für den Bundesligisten FF USV Jena. Sie gab am 31. August 2013 in der ersten Runde des DFB-Pokals 2013 ihr Debüt für den USV Jena und am 1. Dezember 2013 ihr Bundesliga-Debüt gegen den VfL Sindelfingen. Müller wurde in dem Spiel in der 89. Minute für Iva Landeka eingewechselt.

## Persönliches
Ihre ältere Schwester Elisa Müller (* 1990) spielt gegenwärtig ebenfalls Fußball für die Reserve des FF USV Jena. Vanessas ältere Schwester Theresa Müller (* 1991) spielte bis 2009 für den FF USV Jena und stieg unter Heidi Vater mit dem Verein 2008 in die Bundesliga auf. Theresa beendete jedoch 2010 verletzungsbedingt ihre Karriere.

## Erfolge
- 2011: populärste Sportlerin des Unstrut-Hainich-Kreises[14]